# Getafe
Getafe er en by og kommune i det centrale Spanien i Madrid-regionen. Den har et indbyggertal på 189.906 (2024) indbyggere. Byen er en satellitby til landets hovedstad Madrid, der ligger 13 kilometer nord for Getafe.
Getafe er hjemby for fodboldklubben Getafe CF, der fra 2007 til 2008 havde danske Michael Laudrup som cheftræner.